# Neferneferuré
Neferneferure (Século XIV a.C.) foi uma princesa na XVIII dinastia do Antigo Egipto. Foi a quinta de seis filhas conhecidas do Faraó Aquenáton e da Esposa Real Nefertiti.

## Família
Neferneferure (cujo nome significa "Beleza das Bekdades de Ré" ou "A mais Bela de Ré") nasceu antes do oitavo ano de reinado do seu pai Aquenáton, na cidade d Akhetaten. Ela tinha quatro irmãs mais velhas: Meritaton, Meketaton, Anchesenamon e Neferneferuaten Tasherit. A sua irmã mais nova chamava-se Setepenré.

## Vida

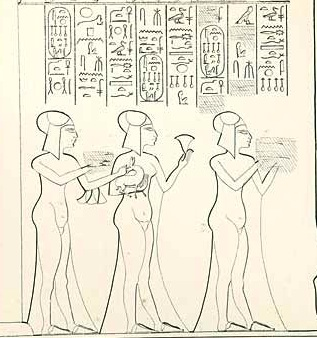
Da esquerda para a direita: Setepenré, Neferneferure, e Neferneferuaten Tasherit em Durbar no ano 12.

Uma das primeiras pinturas de Neferneferure é um fresco da Casa Real em Amarna. Ela é pintada numa almofada com a sua irmã Neferneferuaten Tasherit. O fresco é datado do ano 9 do reinado de Aquenatón, e toda a família está representada, incluindo a bebé Setepenré.
Neferneferure é pintada em Durbar no ano 12 no túmulo do Supervisor dos aposentos reais, Meryre II, em Amarna. Aquenatón e Nefertiti são ilustrados sentados num quiosque, recebendo tributos de terras estrangeiras. As filhas do casal real são representadas sentadas atrás dos seus pais. Neferneferure é a filha do meio no registo mais baixo. Ela segura uma gazela no seu braço direito e uma flor de lótus no braço esquerdo. Está sentada à direita e atrás da sua irmã Neferneferuaten Tasherit. A sua irmã Setepenré está sentada atrás dela e é mostrada a estender a mão para acariciar a gazela.

## Morte e sepultamento
Neferneferure morreu provavelmente no 13º ou 14º ano de reinado, possivelmente devido à praga que afectou o Egitpo nessa altura. Está ausente de uma cena e o seu nome estava estampado numa cena do Túmulo Real em Amarna. Especificando, na Sala C da câmara {\displaystyle \alpha } do Túmulo Real, o seu nome estava mencionado entre outras cinco princesa (a lista excluiu a sua irmã mais nova Setepenré, que possivelmente já havia morrido nessa época) mas foi mais tarde coberta por gesso. Na sala B da câmara {\displaystyle \gamma } ela não aparece na cena que mostra os seus pais e as suas três irmãs mais velhas – Meritaton, Anchesenamon e Neferneferuaten Tasherit – a fazerem o luto da morte da segunda princesa, Meketaton. Isto sugere que ela provavelmente terá morrido pouco antes da decoração destas câmaras ter sido concluída. É possível que Neferneferure estivesse sepultada na câmara {\displaystyle \alpha } do Túmulo Real,
Pode também ter sido sepultada no Túmulo 29 em Amarna. Esta teoria baseia-se na pega de uma ânfora que ostenta uma inscrição que menciona a câmara interior de sepultamento de Neferneferure. Se Neferneferure foi sepultada no Túmulo 29, isso pode significar que o Túmulo Real estava já selado na altura do seu sepultamento e que ela pode ter morrido depois do falecimento do seu pai Aquenatón.

## Outros objectos que se referem a Neferneferure
Uma pequena caixa (JdE 61498) a ostentar a sua pintura na tampa foi encontrada entre os tesouros de Tutancâmon. Mostra a princesa agachada, com um dedo pressionado na sua boca, como as crianças eram por vezes retratadas. Curiosamente, nesta tampa desta caixa o nome Ré no seu nome foi escrito foneticamente, e não com o habitual ponto circulado.